# The Safety Fire
The Safety Fire es una banda británica de metal progresivo formada en Londres en 2006. The Safety Fire se hizo conocida en Reino Unido con el lanzamiento del aclamado EP "Sections" en 2009 y su reputación como banda energética en vivo. Estuvieron de gira por todo Reino Unido con bandas como Malefice, The Arusha Accord, Bleed From Within, y Rise To Remain, como también con las bandas de metal progresivo Periphery and Monuments en Europa. The Safety Fire también tocó en el Sonisphere Festival UK en el 2011 junto con Metallica, Slipknot, Mastodon y The Mars Volta.

## Discografía

### Álbumes de estudio
- Grind the Ocean (2012)
- Mouth of Swords (2 de septiembre de 2013)

### EPs
- Sections (EP, 2009)

### Sencillos
- Huge Hammers (single edit, 2012)
- Floods of Colour (single edit, 2012)
- Glass Crush (single edit, 2013)

## Videografía

### Vídeos musicales
- "Huge Hammers" (2011)
- "Floods of Colour" (2012)
- "DMB (FDP)" (2012)
- "Red Hatchet" (2013)
- "Yellowism" (2013)